# مارشال (مینه‌سوتا)
مارشال  (به انگلیسی: Marshall) شهری در شهرستان لیون ایالت مینه‌سوتا در کشور ایالات متحده آمریکا است که جمعیت آن در سرشماری سال ۲۰۱۰ میلادی، ۱۳۶۸۰ نفر بوده‌است.